# Pitcairnia nubigena
Espèce
Classification phylogénétique
Pitcairnia nematophora est une espèce de plante de la famille des Bromeliaceae, endémique du Venezuela.

## Distribution
L'espèce se rencontre dans les États de Mérida et Trujillo au Venezuela.